# Mladen Rudonja
Mladen Rudonja (ur. 26 lipca 1971 w Koprze) – słoweński piłkarz występujący najczęściej na pozycji lewego pomocnika lub napastnika.

## Kariera klubowa
Mladen Rudonja zawodową karierę rozpoczynał w 1992 roku w zespole NK Izola. Miał tam zapewnione miejsce w podstawowej jedenastce, a dobra forma zaowocowała transferem do NK Zagreb. W klubie ze stolicy Chorwacji Mladen spędził jednak tylko rundę wiosenną sezonu 1993/1994, po czym przeniósł się do FC Koper. Tam także grał tylko przez pół roku, a następnie podpisał kontrakt z Olimpiją Lublana. Dla tej drużyny Rudonja rozegrał 26 ligowych pojedynków, po czym latem 1996 roku odszedł do zespołu Marsonia Slavonski Brod. W zimowym okienku transferowym Słoweniec po raz kolejny postanowił zmienić klub i odszedł do HIT-u Nova Gorica. W jego barwach w 16 meczach strzelił 4 gole, a po zakończeniu rozgrywek został zawodnikiem Primorje Ajdovščina.
W przerwie sezonu 1997/1998 Mladen zasilił grający w Jupiler League Sint-Truidense VV, z którym zajął kolejno 14., 9. i 13. miejsce w lidze. Rozegrał 74 spotkania i zaliczył 21 trafień. W 2000 roku słoweński piłkarz podpisał kontrakt z Portsmouth. Występował z nim w rozgrywkach Football League Championship, w których „Pompey” najpierw zajęli 20., a później 17. lokatę. Na Fratton Park Słoweniec spędził 2 sezony i przez ten czas rozegrał tylko 14 meczów. W 2002 roku powrócił do kraju, gdzie zasilił Olimpiję Ljubljana. W jej barwach wystąpił w 48 ligowych pojedynkach, w których strzelił tylko pięć bramek.
Nstępnie Rudonja przeniósł się do grającego w cypryjskiej lidze Apollonu Limassol. W 11 spotkaniach 2 razy wpisał się na listę strzelców, a zimą odszedł do Anorthosisu Famagusta. Razem z nim zdobył mistrzostwo kraju, ale na boisku pojawił się tylko trzy razy. W 2005 roku Mladen przeniósł się do FC Koper, gdzie występował już w trakcie sezonu 1994/1995. W 2007 roku wychowanek Izoli Argeta przeszedł do nowej Olimpiji Lublana, gdzie w 2009 zakończył karierę.

## Kariera reprezentacyjna
W reprezentacji Słowenii Rudonja zadebiutował 8 lutego 1994 roku w zwycięskim 1:0 spotkaniu przeciwko Gruzji. W 2000 roku Srečko Katanec powołał go na mistrzostwa Europy. Na turnieju tym Słoweńcy zajęli ostatnie miejsce w swojej grupie i odpadli z turnieju. Na Euro Mladen wystąpił w każdym z 3 spotkań w pełnym wymiarze czasowym. W 2 pierwszych meczach tworzył duet napastników z Sašo Udovičem, a w ostatnim pojedynku z Erminem Šiljakiem.
Następnie Rudonja znalazł się w kadrze na mistrzostwa świata 2002. Słowenia ponownie uplasowała się na ostatniej pozycji w rundzie grupowej i odpadła z mundialu. Mladen zagrał w każdym ze spotkań, chociaż pojedynek przeciwko Paragwajowi rozpoczął na ławce rezerwowych. Na boisku pojawił się w 40. minucie zmieniając kontuzjowanego Mirana Pavlina. Łącznie w barwach drużyny narodowej Rudonja wystąpił w 65 meczach. Strzelił w nich 1 gola – 14 listopada 2001 roku w zremisowanym 1:1 pojedynku z Rumunią.